# Deus vult

A Jeruzsálemi Szent Sír Lovagrend címere a Deus lo vult mottóval

A Deus vult (’Isten akarja’) a keresztes hadjáratokhoz kötődő latin kifejezés, a keresztesek csatakiáltása. Egyes források szerint először a clermont-i zsinaton éltették ezzel a pápának az első keresztes hadjáratot meghirdető beszédét, más források szerint akkor hangzott el, amikor Bohemund tarantói herceg felvette a keresztet Amalfi falai alatt. A 21. században a kifejezés internetes mémmé lett, illetve egyes szélsőjobboldali csoportok iszlámellenes jelszavává vált.

## Változatai
A kifejezés több formában előfordul a középkori krónikákban és azok kódexmásolataiban: Deus le volt, Deus lo vult, Deus hoc vult, Deus id vult, Deus vult. Ezek közül az első két változat a klasszikus latinban nyelvtanilag helytelen. Edward Gibbon brit történész azt feltételezte, a latinul jól beszélő klérus a Deus vult változatot használta a clermont-i zsinaton; a kifejezés a latinban kevésbé járatos, provanszál vagy limousin-i dialektust beszélő laikusok körében „romlott” a Deus le volt vagy Dieu el volt alakra. Heinrich Hagenmeyer szerint a „lo” vagy „le” eredetileg része lehetett a csatakiáltásnak, mert mind a Gesta Francorum, mind a Historia belli sacri a névmásos formát idézi.

## Használata

### A keresztes háborúkban
A legkorábbi írásos beszámoló a Deus vult használatáról az 1100 körül, ismeretlen szerző által írt Gesta Francorumban található. A krónika a szicíliai normann Bohemund tarantói hercegnek tulajdonítja a felkiáltást: a herceg Amalfi ostroma közben szerzett tudomást az első keresztes hadjáratról, és érdeklődésére azt a választ kapta, hogy a keresztesek a Deus le volt háromszori elharsogásával vonulnak csatába.
A Gesta Francorumot átdolgozó, illetve a zsinat beszámolójával kiegészítő Szerzetes Róbert a clermont-i zsinathoz köti a Deus vult felkiáltást. II. Orbán pápa az 1095 novemberében tartott gyűlésen hirdette meg az első keresztes hadjáratot. Szerzetes Róbert szemtanúként maga is részt vett a zsinaton; azonban leirata az egyházfő beszédéről ellentmond több más, szintén szemtanúinak mondott beszámolónak. Művében, a Historia Iherosolimitanában a keresztes hadjáratot isteni sugalmazásúnak állította be, ennek alátámasztására fektetett nagy hangsúlyt többek között a Deus vult kiáltásra – a kiáltást magát Szerzetes Róbert egyébként szintúgy isteni ihletettségűnek tartotta.
A Gesta Francorum tanúsága szerint a Deus vult felhangzott a hadjárat második legfontosabb eseményének számító Antiochia ostromakor is: miután Bohemund tarantói herceg egy szaracén emír segítségével bejuttatta embereit a város egyik tornyába, a tornyot megszállók az ostrom megindulásakor Deus le volt! kiáltásokkal köszöntötték honfitársaikat, akik ugyanezzel a frázissal válaszoltak.
Az első keresztes hadjárat kortársai az egység szimbólumát látták abban, hogy a színes összetételű, számos nemzetiséget és néposztályt tömörítő had egyetlen csatakiáltással indult rohamra, ráadásul ezt a csatakiáltást egyként harsogták. A későbbiekben megbomlott ez az egység: a Deus le volt a frankok és a normannok körében volt népszerű, a provanszálok idővel elhagyták a Deus adjuva (’Isten, segíts’) kedvéért, illetve a későbbi keresztes hadjáratok során is voltak más csatakiáltások. Használatát Deus lo vult formában a Jeruzsálemi Szent Sír Lovagrend jelmondatként őrizte meg; valamint újkori szövegekben olykor az ’Isten akarata’ vagy ’isteni akarat’ szinonimájaként fordul elő.

### Internetes mémként
A kifejezés az ezredforduló környékén került be a köztudatba és a populáris kultúrába olyan produkcióknak köszönhetően, mint a 2005-ös Mennyei királyság című film, a Crusader Kings videójáték-sorozat és a szintén számítógépes játék Europa Universalis IV. A Crusader Kings 2-ben amikor a pápa keresztes hadjáratot hirdet meg, a játékos számára az egyetlen kattintható opció az értesítő ablakban a Deus Vult! gomb. A 2007-ben megjelent kiegészítő csomag a Deus Vult nevet viselte. A játék népszerűségének köszönhetően a kifejezés mémmé vált az internetes játékkultúrában. A Reddit közösségi weboldalon 2014–15-ben szaporodtak el a Deus Vult mémek: a felhasználók ekkor még elsősorban a videójátékokkal kapcsolatban használták, de az európai migrációs válságról és Törökország nemzetközi helyzetéről szóló híreken is tréfálkoztak vele.
A Deus vult és a videójátékok kötődését a mém politikai használata nem sorvasztotta el: a 2017-es For Honorban a játékosok lovagok, szamurájok és vikingek szerepébe bújva harcolhatnak a többiek ellen; a lovagjátékosok a Deus vultot vették át mint csatakiáltást. Az idővel a kifejezéshez, illetve a mémhez társuló szélsőséges, iszlamofób konnotációk miatt a Crusader Kings videójáték-sorozatot fejlesztő Paradox fontolgatta a Deus vult kihagyását a sorozat következő, harmadik részéből, azonban a játékosok heves tiltakozására és a történelmi hűségre való tekintettel végül a kifejezés megtartása mellett döntöttek.

### Iszlámellenes és szélsőjobboldali jelszóként
A 2010-es években a #deusvult szélsőjobboldali és iszlámellenes közösségi médiafelületeken jelent meg. A kifejezést már a 20. században is használta a szélsőjobboldal: „Dio lo Vuole” volt a neve az egyik feketeinges osztagnak, melyet a fasiszta Olaszország küldött a spanyol polgárháborúba Francisco Franco csapatainak megsegítésére. A 21. században a bevándorlás- és iszlámellenes felhangért jelentős részben a 4chan nevű képtábla weboldalnak a Deus Vult mémet felkapó „politikailag inkorrekt” alfóruma felelős. Az Amerikai Egyesült Államokban egyéb iszlamofób kifejezések társaságában több épület falára felfújták a „Deus vult” feliratot: 2016 októberében az arkansasi Fort Smithben az al-Szalám mecsetet vandalizálták, a következő hónapban a University of Southern Maine egyik kampuszának diákközpontjára festették fel a szavakat. A 2017. augusztusi charlottesville-i Unite the White felvonuláson a tüntetők „Deus vult” feliratú pajzsokat hordoztak, illetve a keresztesek csatakiáltását skandálták. 2024 novemberében Pete Hegseth, a második Trump-kormány védelmiminiszter-jelöltje keltett sajtóvisszhangot keresztes szimbólumos tetoválásaival: a megkérdezett középkorászok szerint a politikus bicepszére tetováltatott „Deus vult” mottó egyértelműen vallásos jellegű erőszakra szólít fel, s a felirat fehér felsőbbrendűséggel való asszociációja miatt egyesek megkérdőjelezték Hegseth alkalmasságát a védelmi miniszteri posztra. Európában a skóciai Cumbernauld város mecsetének falára graffitizték a „Deus vult” és a „Saracen, go home” (’Szaracén, menj haza!’) feliratot 2016 decemberében; a következő év novemberében pedig a lengyel függetlenségi napon a szélsőjobboldal által szervezett meneten tűnt fel a „Deus vult” felirat egy zászlón. A kifejezést a brazíliai szélsőjobboldal is felkapta: például 2019-ben az új elnökhöz közel álló, később elnöki tanácsossá kinevezett Filipe Martins politikai blogger azzal a tweettel ünnepelte Jair Bolsonaro beiktatását, hogy „Itt van az Új Rend. Minden a miénk. Deus vult!” A radikálisan jobboldali brazil mozgalmak előszeretettel hangsúlyozzák Brazília zsidó-keresztény hagyományait és kötődését a reconquistához és az európai középkorhoz.
A keresztes szimbólumok a 2001. szeptember 11-ei terrortámadások, az iraki háború és az Iszlám Állammal kapcsolatos események hatására váltak népszerűvé mint muszlimellenes jelképek: a keresztes hadjáratok és a keresztény lovag testesítik meg a keresztény, demokratikus Nyugatot az iszlámtól megvédő ideált. A megkérdezett történészek elítélték a Deus vult ilyeténképpeni használatát, többek között a keresztes háborúk során elkövetett zsidó- és muszlimellenes atrocitások fényében. Arra is felhívták a figyelmet, hogy a fehérek felsőbbrendűségét hirdetők előtt hamis, idealizált történelmi kép lebeg a középkorról és a keresztes mozgalomról. A keresztes mozgalom korántsem volt egységes, ezen felül nem csak a muszlimok ellen irányult: keresztes háború indult például a keleti keresztény Bizánc ellen (negyedik keresztes hadjárat, 1202–1204), valamint az eretneknek nyilvánított dél-franciaországi katharok ellen (kathar háború, 1209–1229). Az első keresztes hadjárat eredményeként létrejövő levantei keresztes államokat ugyan nem lehet multikulturálisnak tekinteni, de a vallásilag és etnikailag is vegyes összetételű népesség viszonylagos békében élt egymás mellett, és a toleranciában maguk a jeruzsálemi latin királyok mutattak példát: I. Balduin biztosította a nem latin keresztények szabad vallásgyakorlatát és pártfogolta a vegyes házasságokat, az anyai ágon örmény származású Melisenda királynő adományokkal támogatta a keleti keresztény egyházakat. Igaz ugyanakkor, hogy a kortársak megfogalmaztak olyan vádakat a levantei letelepedett keresztesekkel szemben, miszerint utóbbiak túlzottan asszimilálódtak a helyi körülményekhez és elveszítették európai, illetve keresztény identitásukat. Ennyiben Adam M. Bishop történész jogosnak tartja a párhuzamot a keresztesek és az országuk keresztény, európai örökségének elveszítését félő amerikai szélsőjobboldaliak között.